# Mionia

Mapa de la zona de Grecia central donde se ubican algunas de las principales ciudades de la antigua Lócride. Mionia se ubicaba en la Lócride Ozolia.

Mionia (griego, Μυονία) o Miania fue una antigua ciudad griega de los locrios ozolios. 
Pausanias la ubica en un terreno elevado, a treinta estadios de Anfisa. Allí había un bosque sagrado y un altar dedicado a los dioses llamados Meiliquios, a los que se hacían sacrificios nocturnos. La ciudad también contaba con un templo dedicado a Poseidón. Pausanias era de la opinión que sus habitantes eran los mismos llamados «mianes» que ofrecieron a Zeus un escudo de bronce pintado en su parte interna, un casco y unas grebas en Olimpia.
Sus habitantes son citados en el marco de la guerra del Peloponeso puesto que, según Tucídides, los mioneos formaron parte de las ciudades de Lócride Ozolia que se vieron obligadas a entregar rehenes al ejército lacedemonio que en el año 426 a. C., estaba bajo el mando de Euríloco. Tucídides también comenta que por el territorio de los mioneos era muy difícil invadir la Lócride.
Se conserva una inscripción fechada en el año 190 a. C. de un convenio de sympoliteia entre Hipnia y Miania cuyas cláusulas mencionan el establecimiento de unos elementos administrativos comunes entre ambas ciudades que formarían así una pequeña confederación pero ambas conservarían sus propios magistrados y mantendrían su propia identidad.
Se localiza en la población actual de Agia Eftimia.